# Shihuiba
Shihuiba ist eine nach dem Dorf Shihuiba (chinesisch 石灰坝村, Pinyin Shíhuībà cūn) benannte Fundstätte von Lufengpithecus- und Laccopithecus-Fossilien im Kreis Lufeng des Autonomen Bezirks Chuxiong der Yi in der chinesischen Provinz Yunnan. Ein Schädel von Lufengpithecus wurde 1980 entdeckt, die Gattung Laccopithecus wurde 1984 erstmals beschrieben. Die Funde werden auf eine Zeit vor rund 8 Millionen Jahren datiert und gelten als fossile Verwandte der heute lebenden Orang-Utans bzw. Gibbons. Die Fossilien von Lufengpithecus waren anfangs der Gattung Ramapithecus zugeordnet worden; seit 1987 werden sie jedoch als eigenständige Gattung geführt. Die Funde aus Shihuiba werden seitdem als Lufengpithecus lufengensis bezeichnet.
Die Fundstätte der Fossilien (腊玛古猿化石地点,  Làmǎ gǔyuán huàshí dìdiǎn) steht seit 1988 auf der Liste der Denkmäler der Volksrepublik China (3-181). Sie gilt als eine der ertragreichsten Fundstätten von Vorfahren der Menschenaffen in Eurasien.

## Belege
1. ↑  chinesisch 腊玛古猿, Pinyin Lama guyuan
2. ↑  Fossil Site of Lama Ape Man. Auf: chinaculture.org
3. ↑  Wu Rukang: A revision of the classification of the Lufeng great apes. In: Acta Anthropologica Sinica. Band 6, Nr. 4, 1987, S. 265–271, Zusammenfassung.
4. ↑  Terry Harrison u. a.: On the systematic status of the late Neogene hominoids from Yunnan Province, China. In: Journal of Human Evolution, Band 43, 2002, S. 207–227, doi:10.1006/jhev.2002.0570.

Koordinaten: 25° 13′ 37″ N, 102° 3′ 56″ O